# Charaña
Charaña är en ort i Bolivia.   Den ligger i departementet La Paz, i den västra delen av landet, 500 km väster om huvudstaden Sucre. Charaña ligger 4 068 meter över havet och antalet invånare är 817.
Terrängen runt Charaña är en högslätt. Runt Charaña är det mycket glesbefolkat, med 4 invånare per kvadratkilometer.. Det finns inga andra samhällen i närheten.
Omgivningarna runt Charaña är i huvudsak ett öppet busklandskap.